# Andrés Avelino Cáceres

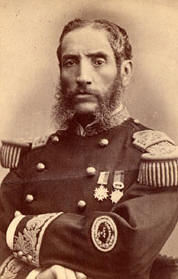
Andrés Avelino Cáceres

Andrés Avelino Cáceres Dorregaray (* 10. November 1836 in Ayacucho; † 10. Oktober 1923 in Lima) war zweimal Präsident Perus, von 1886 bis 1890 und von 1894 bis 1895. Er gilt als peruanischer Nationalheld, da er als General der peruanischen Armee den Widerstand gegen die chilenische Besetzung während des Salpeterkrieges von 1879 bis 1883 anführte.

## Leben

### Frühe Jahre
Andrés Avelino Cáceres wurde am 10. November 1836 (nach anderen Angaben im Jahr 1833)  in der Stadt Ayacucho geboren. Sein Vater, Domingo Cáceres, war ein Gutsbesitzer und seine Mutter, Justa Dorregaray, eine Hausfrau. Cáceres besuchte das Colegio San Ramón in seiner Heimatstadt.

### Anfänge der militärischen Laufbahn
Im Jahre 1854 brach Cáceres sein Studium ab und trat als Kadett ins Bataillon Ayacucho ein. Als Bataillonsmitglied nahm er an der Rebellion des Generals Ramón Castilla gegen Präsident José Rufino Echenique teil, die am 5. Januar 1855 mit dem Sieg Castillas in der Schlacht von La Palma endete.
Cáceres stieg noch im selben Jahr bis zum Rang des Unterleutnants auf und wurde 1857 zum Leutnant befördert. Zwischen 1857 und 1859 unterstützte er die Regierung Ramón Castillas gegen eine vom ehemaligen Präsidenten Manuel Ignacio de Vivanco geführte Rebellion. Während eines Kampfes erlitt Cáceres eine schwere Verwundung seines linken Auges.

### Krieg gegen Ecuador
Als 1859 ein Krieg zwischen Peru und Ecuador ausbrach, laborierte Cáceres noch an seiner Augenwunde. Dennoch nahm er an den Feldzügen teil. Nach Beendigung des Konflikts im Jahr 1860 wurde Cáceres von Castilla als Militärattaché nach Frankreich geschickt, wo auch sein Auge behandelt werden konnte. Cáceres kehrte 1862 nach Peru zurück und schloss sich dem Pichincha-Bataillon in Huancayo an.

### Peruanisch-spanischer Krieg
In der Folgezeit wurde Cáceres durch seine offene Gegnerschaft zu Präsident Juan Antonio Pezet im Lande bekannt, welcher 1865 im Vivanco-Pareja-Abkommen die spanische Besetzung der Chincha-Inseln zugelassen hatte. Aufgrund dieser Kritik musste Cáceres gemeinsam mit anderen Militäroffizieren sein Heimatland verlassen und ins chilenische Exil gehen. Mit den übrigen Verbannten zusammen gelang ihm jedoch die Flucht in die südperuanische Hafenstadt Mollendo.
Die Gruppe schloss sich der Revolución Restauradora del Honor Nacional (Revolution zur Wiederherstellung der Nationalen Ehre) unter Mariano Ignacio Prado gegen Pezets Herrschaft an. Cáceres war an der Einnahme Limas und später, unter Prado als Präsident, an der Schlacht von Callao vom 2. Mai 1866 beteiligt, welche zum Rückzug der spanischen Marine aus peruanischen Gewässern und von den Chincha-Inseln führte.

### Parteigänger von Präsident Manuel Pardo y Lavalle
Im Jahre 1868 entschloss sich Cáceres, seine Militärkarriere zu beenden und nach Ayacucho zurückzukehren. Vier Jahre später trat er jedoch als Gegner des Putsches von Tomás Gutierrez gegen den Präsidenten Manuel Pardo y Lavalle wieder ins politische Geschehen ein. Pardo war der erste Zivilist im Präsidentenamt und Gründer des einflussreichen Partido Civil.
Dank seiner Unterstützung für Präsident Pardo errang Cáceres die Gunst der Führung des Partido Civil. Er wurde zum Leiter des Zepita-Bataillons erhoben. In dieser Rolle beendete er eine vom späteren Präsidenten Nicolás de Piérola angeführte Rebellion in Moquegua, was ihm die Beförderung zum Oberst und später zum Präfekten der Region Cusco einbrachte.

### Salpeterkrieg (1879–1883)

#### Kämpfe im Süden Perus
Gleich zu Beginn des Salpeterkrieges am 5. April 1879 wurde Cáceres mit seinen Truppen in die Provinz Tarapacá beordert. Dort kämpfte er in den Schlachten von San Francisco und Tarapacá gegen die chilenische Armee. In der Schlacht von Tarapacá war sein Einsatz entscheidend für den Sieg der Peruaner trotz numerischer Unterlegenheit gegenüber den Chilenen.
Trotz dieses Sieges gelang es dem peruanischen Heer nicht, den chilenischen Einmarsch zu verhindern. Die Armee musste sich Richtung Norden in die Provinz Tacna zurückziehen. Chilenische Truppen landeten daraufhin im noch weiter nördlich gelegenen Ilo und attackierten von dort aus die peruanischen Stellungen.
Cáceres übernahm eine führende Rolle bei der Neuorganisation der peruanischen Armee im Süden. Die Truppen lagen rund um die Stadt Tacna in Stellung und wurden von einer bolivianischen Armee unter persönlicher Führung des bolivianischen Präsidenten, des Generals Narciso Campero, unterstützt. Die durch die Machtübernahme von Nicolás de Piérola verursachte Instabilität erschwerte jedoch die Lage der gegen die Chilenen verbündeten Streitkräfte.
Am 26. Mai 1880 besiegte die Armee Chiles in der Schlacht vom Alto de la Alianza die bolivianisch-peruanischen Truppen. Cáceres zog sich nach Lima zurück.

#### Kampf um Lima

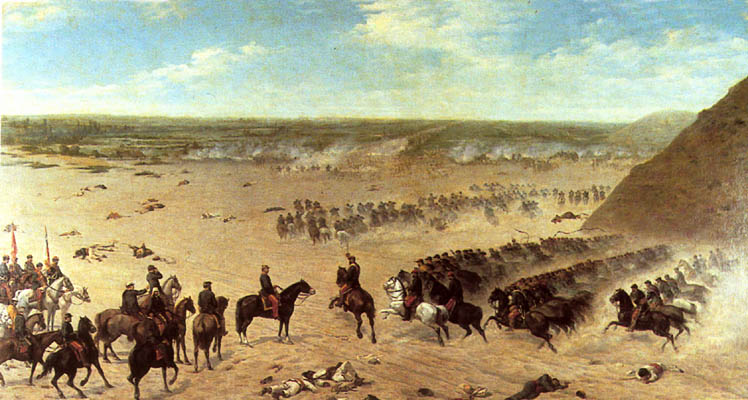
Chilenische Einheiten in der Schlacht von San Juan.

Piérola beorderte die Reste der Armee zur Verteidigung der Hauptstadt Lima, wo sie von nur mäßig bewaffneten Bürgern unterstützt wurden. Cáceres erhielt die Führung der fünften Reservedivision. Gegen die von Süden anrückenden chilenischen Einheiten erlitten die geschwächten Peruaner in den Schlachten von San Juan und Miraflores weitere Niederlagen. Cáceres wurde in Miraflores verwundet und nach Lima gebracht. Als die Stadt im Januar 1881 fiel, floh er nach Jauja im gebirgigen peruanischen Hinterland.

#### La Breña
Als ranghöchster Offizier in der Region wurde Cáceres am 26. April 1881 zum politischen und militärischen Befehlshaber der Zentralprovinzen ernannt. Er widmete sich der Organisation des Widerstandes gegen die chilenischen Besatzer und organisierte einen Guerillakrieg der Landbevölkerung. Aufgrund der Unterstützung vor Ort, des schwierigen Geländes und seines eigenen militärischen Geschicks besiegte Cáceres in den Schlachten von Pucará (im Februar 1882), Marcavalle und nochmals Pucará (im Juli 1882) und schließlich Concepción mehrere chilenische Militärexpeditionen.
Aufgrund seiner Erfolge erhielt er den Beinamen Brujo de los Andes (Magier der Anden). Am 10. Juli 1883 gelang den zahlenmäßig unterlegenen, jedoch besser ausgerüsteten und ausgebildeten Chilenen ein entscheidender Sieg über Cáceres in der Schlacht von Huamachuco, nicht zuletzt weil Cáceres es versäumt hatte, seine Truppen mit ausreichend Munition zu versehen. Obwohl Cáceres versuchte, die Einheiten neu zu ordnen, konzedierte eine neue peruanische Regierung unter Miguel Iglesias im Vertrag von Ancón die Niederlage.

### Erste Präsidentschaft (1886–1890)

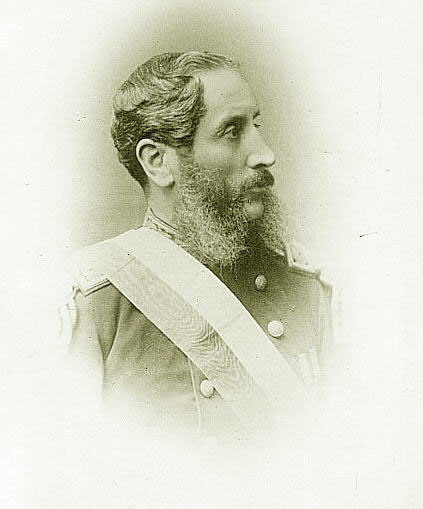
Cáceres als Präsident

Nach dem Kriegsende weigerte sich Cáceres, Iglesias als Präsidenten anzuerkennen und löste damit einen Bürgerkrieg aus. Cáceres wich der feindlichen Armee aus und attackierte am 28. November 1885 Lima, so dass Iglesias am 12. Dezember desselben Jahres seinen Rücktritt erklären musste. Das Land wurde von einem Ministerrat unter Antonio Arenas verwaltet, während Neuwahlen abgehalten wurden. Cáceres trat als einziger Kandidat an und wurde am 3. Juni 1886 zum neuen Präsidenten gewählt.
Die neue Regierung stand aufgrund hoher Schulden und der Kriegsschäden einer schweren Wirtschaftskrise gegenüber. Die Regierung Cáceres trat daher mit den Kreditgebern in Verhandlungen ein. Durch den Grace-Vertrag vom 28. Oktober 1888 übergab der peruanische Staat die Kontrolle über die Eisenbahnen des Landes, vergab eine Guano-Konzession, sicherte Zahlungen über einen Zeitraum von 33 Jahren zu und vergab weitere kleinere Konzessionen an die Kreditgeber. Diese verpflichteten sich im Gegenzug, die Staatsschulden zu übernehmen und das Bahnnetz auszubauen.
Der Grace-Vertrag war innerhalb Perus heftig umstritten. Der Regierung unter Cáceres wurde vorgeworfen, das Eigentum Perus für einen Spottpreis verscherbelt zu haben. Dennoch half die Vereinbarung der Regierung, das Problem der Auslandsschulden zu lösen und den Ausbau des Schienennetzen zu sichern, obwohl ihr selbst fast keine Mittel zur Verfügung standen.
Unter Cáceres’ Präsidentschaft wurden zudem Banknoten als Zahlungsmittel abgeschafft, die Budgets der Zentralregierung und der Provinzen voneinander getrennt und die Inlandsschulden des Staates verringert. Nachdem Remigio Morales Bermúdez als offizieller Kandidat die Präsidentenwahl vom 13. April 1890 gewonnen hatte, übergab Cáceres am 10. August desselben Jahres die Präsidentschaft an seinen Nachfolger.

### Zweite Präsidentschaft (1894–1895)
Morales Bermúdez starb am 1. April 1894 im Amt und wurde durch seinen Vizepräsidenten Justiniano Borgoño ersetzt. Cáceres gewann die folgenden Präsidentschaftswahlen. Obgleich ihm Wahlbetrug vorgeworfen wurde, trat er am 10. August 1894 zu seiner zweiten Amtszeit als Präsident an.
In weiten Teilen des Landes kam es zu Rebellionen, die sich schließlich unter der Führung des früheren Präsidenten Nicolás de Piérola zusammenschlossen. Rebelleneinheiten griffen am 17. März 1895 Lima an. Unter Federführung des Diplomatischen Korps wurde zwei Tage später ein Waffenstillstand vereinbart. Aufgrund seiner Niederlage und mangelnden Popularität trat Cáceres zurück und übergab die Macht an eine Interimsregierung.

### Späte Jahre
Nach seinem Rücktritt lebte Cáceres von 1895 bis 1899 im argentinischen Buenos Aires. Er kehrte für einige Jahre nach Peru zurück und wurde danach Botschafter Perus in Europa, zunächst in Italien (1905–1911) und dann im Deutschen Reich (1911–1914). Nach Lima zurückgekehrt, unterstützte er die Präsidentschaftskampagne von Augusto Leguía y Salcedo und danach dessen Staatsstreich gegen José Pardo y Barreda 1919. Die Regierung Leguías erhob ihn am 10. November 1919 in den Rang eines Marschalls. Cáceres starb am 10. Oktober 1923 in Lima.

## Familie
Aurora Cáceres (1877–1958), eine Tochter Cáceres’, wurde eine bekannte Schriftstellerin.

## Nachleben
Andrés Avelino Cáceres gilt in Peru als Ikone des Nationalismus. Seine Person symbolisiert den Widerstand gegen ausländische Mächte, da er gegen die spanische Besetzung der Chincha-Inseln kämpfte und insbesondere den Kampf gegen Chile, den einstigen Erbfeind, anführte.
In neuerer Zeit berief sich die Bewegung des Etnocacerismus auf Cáceres. Sie war in den Anfangsjahren dieser Partei die bestimmende Kraft innerhalb des Partido Nacionalista Peruano.